# Dessislava Terzieva
Dessislava Terzieva (Десислава Терзиева, en bulgare), née le 17 août 1965, est une femme politique bulgare membre du Parti socialiste bulgare (BSP). Elle est ministre du Développement régional entre le 29 mai 2013 et le 6 août 2014.

## Biographie

### Formation et vie professionnelle
Elle est titulaire d'un diplôme de droit et a dirigé diverses administrations centrales, notamment la direction générale du Développement stratégique et de la Coordination du gouvernement bulgare.

### Activités politiques
Le 29 mai 2013, elle est nommée ministre du Développement régional et des Travaux publics dans le gouvernement de centre-gauche de Plamen Orecharski. Elle est remplacée le 6 août 2014 par l'indépendante Ekaterina Zakharieva.